# Opatița, Timiș
Opatița (maghiară Magyarapáca) este un sat ce aparține orașului Deta din județul Timiș, Banat, România.

## Localizare
Satul Opatița se situează în sudul județului Timiș, la 4 km est de orașul Deta, pe malul drept al râului Birda.

## Istorie
Prima atestare documentară datează din 1256, când apare sub numele de Appacchafalua. Când habsburgii au cucerit Banatul în 1717, Opatița a fost numită Hopadiza, avea 30 de case și aparținea plasei Ciacova.

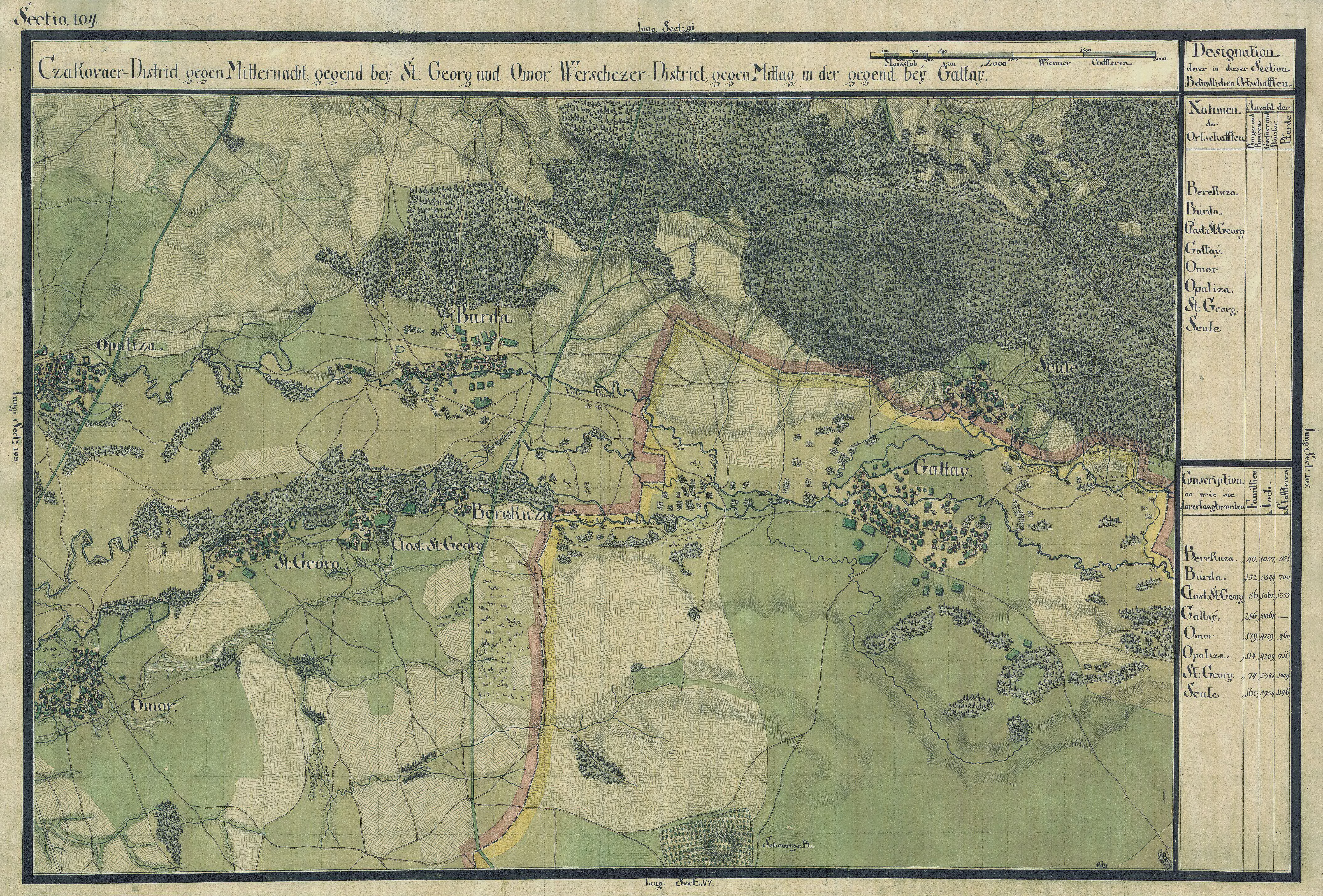
Opatiţa în Harta Iosefină a Banatului, 1769-72